# Leopold August Warnkönig

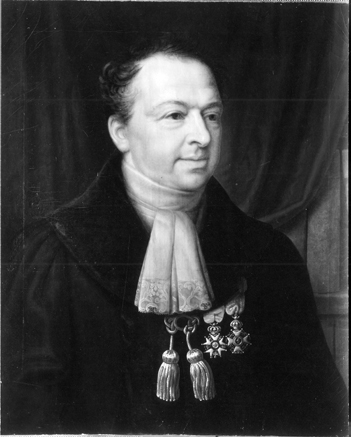
Porträt von Leopold August Warnkönig, Bestand der Tübinger Professorengalerie

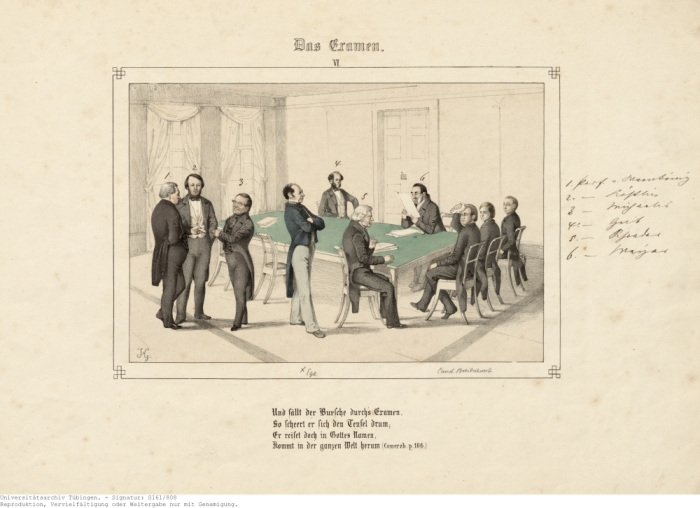
Juristisches Staatsexamen in Tübingen um 1851/52. Markierte Personen:
1. Leopold August Warnkönig (1794–1866), 1844–1858 o. Prof. für römisches Recht, Rechtsgeschichte und Kirchenrecht in Tübingen;
2. Christian Reinhold Köstlin (1813–1856), 1851–1856 o. Prof. des Strafrechts;
3. Adolf Michaelis (1797–1863), 1822–1863 o. Prof. für deutsches Recht und Kirchenrecht;
4. Gustav Geib (1808–1864), 1851–1864 o. Prof. für Strafrecht und Strafverfahren in Tübingen;
5. Eduard Schrader (1779–1860), 1810–1858 o. Prof. für Röm. Recht und Rechts- und Verfassungsgeschichte in Tübingen;
6. Max Samuel (von) Mayer (1797–1862), 1837–1862 o. Prof. für Röm. Recht und Zivilprozeßrecht in Tübingen.

Leopold August Warnkönig (* 1. August 1794 in Bruchsal; † 19. August 1866 in Stuttgart) war ein deutscher Jurist.

## Leben
Warnkönig studierte in Heidelberg bei Anton Friedrich Justus Thibaut und war danach als Extraordinarius in Göttingen tätig. 1817 wechselte er an die Universität Lüttich, 1827 bis 1830 war er an der Reichsuniversität Löwen tätig, im von den Niederlanden regierten Belgien, die damals viele deutsche Rechtsgelehrte nach Belgien holten. Warnkönig beschäftigte sich mit der Pandektenwissenschaft und der Historischen Rechtschule und galt als der bekannteste deutsche Jurist in belgischen Diensten. Nach der Belgischen Revolution 1830 war er in Gent Mitglied der Gesetzgebungscommission für den Unterricht. 1836 übernahm er den Lehrstuhl für Natur-, Staats- und Völkerrecht von Johann Michael Franz Birnbaum an der Universität Freiburg und hatte diesen bis 1844 inne. Danach war er bis zu seiner Emeritierung 1856 Professor des Kirchenrechts an der Universität Tübingen. Im Jahre 1846 wurde er Mitglied der Stuttgarter Freimaurerloge Zu den drei Cedern. 1859 wurde er als auswärtiges Mitglied in die Bayerische Akademie der Wissenschaften aufgenommen. Von 1826 bis 1851 war er Mitglied der Königlich Niederländischen Akademie der Wissenschaften. Die Académie royale des Sciences, des Lettres et des Beaux-Arts de Belgique nahm ihn 1846 als assoziiertes Mitglied auf. Er war der Schwager von Franz Josef Mone.

## Werke

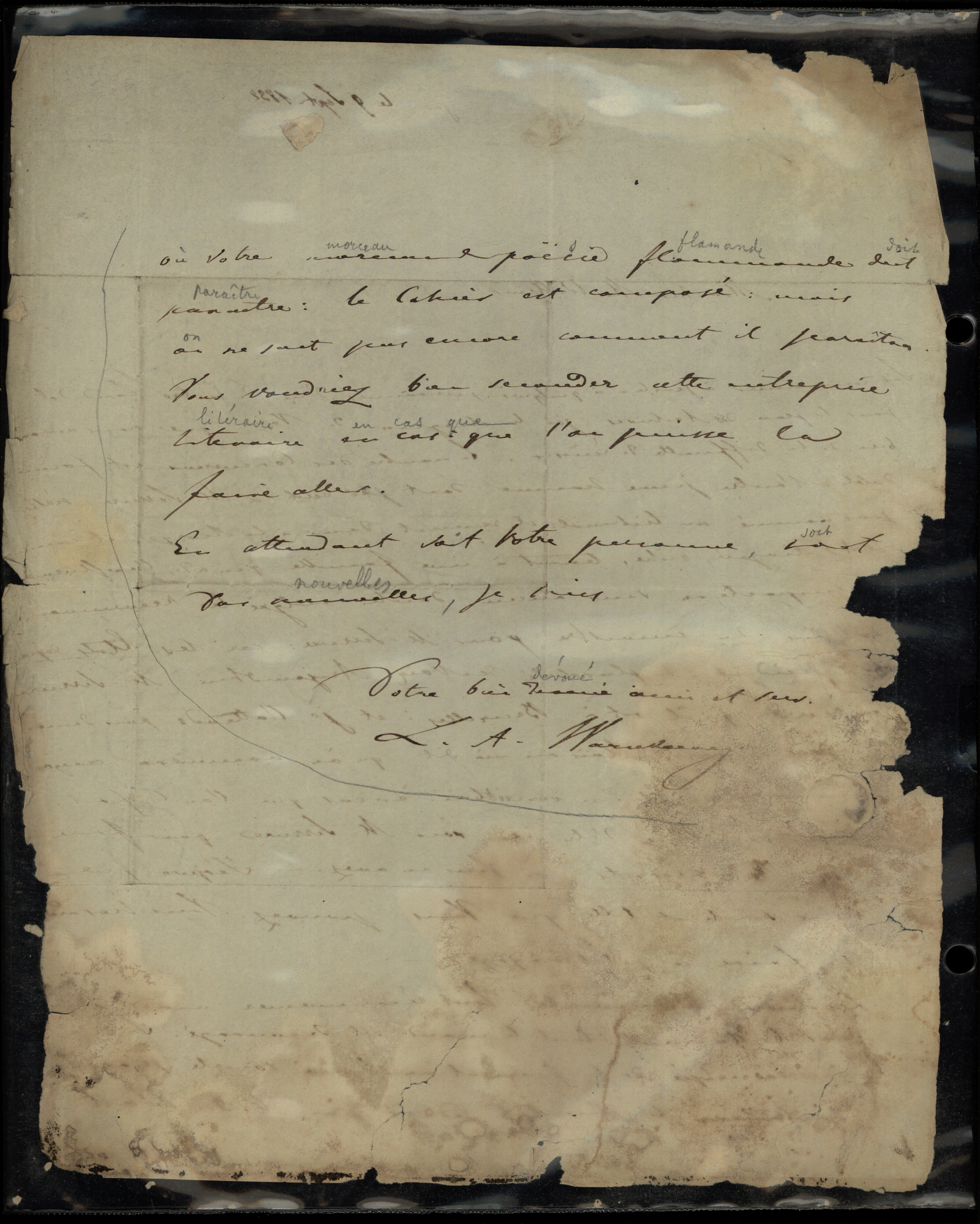
Handschrift von Warnkönig (1832)

Sein wichtigstes Werk war das Lehrbuch Institutiones juris Romani über das römische Recht:
- Institutiones juris Romani privati, in usum praelectionum academicarum vulgatae cum introductione in universam iurisprudentiam et in studium iuris romani.
  - 1. Auflage unter dem Titel Institutionum seu Elementorum juris Romani privati liber quatuor. P. J. Collardin, Lüttich 1819 (Digitalisat).
  - 2. Auflage: Warnkoenig & Desoer, Lüttich 1825.
  - 3. Auflage: Adolf Marcus, Bonn 1834 (Digitalisat).
  - 4. Auflage: Adolf Marcus, Bonn 1860 (Digitalisat).